# 斯波德涅霍切
斯波德涅霍切（斯洛維尼亞語： 發音：[ˈspóːdnjɛ ˈxòːtʃɛ, - ˈxóː-]），是斯洛維尼亞東北部霍切-斯利夫尼察市鎮的聚居地及其行政中心。它位於東波霍列山脈下，就在馬里博爾以南德拉瓦河右岸平原邊緣。該地區是下施蒂里亞傳統地區的一部分，現在包括在波德拉夫統計區內。

## 地名
地名「Spodnje Hoče」 的字面意思是“下霍切”，與鄰近的「Zgornje Hoče」（字面意思是“上霍切”）形成對比。早期地名被證實在1146年為「de Choz」，1181年為「de Chotsse」，1214年為「de Chosse」。目前地名起源是一個複數區域居民稱謂詞「*Xoťane」，來自其暱稱「*Xotъ」（相對於更長的名稱，例如「*Xotimirъ」）。

## 教堂
當地教區教堂供奉聖喬治，隸屬於天主教馬里博爾總教區。它在可追溯到1146年的書面文件中首次被提及，但目前的建築可追溯到15世紀。

## 外部連結
- 维基共享资源上的相關多媒體資源：斯波德涅霍切
- Spodnje Hoče at Geopedia （页面存档备份，存于）